# Aléksino (Saràtov)
|  | Per a altres significats, vegeu «Aléksino». |

Aléksino (en rus: Алексино) és un poble de l'óblast de Saràtov, a Rússia, segons el cens del 2010 tenia 77 habitants. Pertany al districte municipal d'Arkadak.